# El club de los graves
El club de los graves es una serie de televisión web colombiana juvenil de antología musical, drama y comedia, producida por TIS Productions para Disney+. 
Está protagonizada por Carlos Vives y Julián Arango, junto a un extenso reparto coral.
La primera temporada de diez capítulos se estrenó el 22 de febrero de 2023 en América Latina y Estados Unidos por Disney+.

## Sinopsis
El Club de los Graves sigue a Amaranto Molina (Carlos Vives), un profesor de música poco convencional que llega a dar clases a un colegio especializado en educación musical, regido por fórmulas  que dejan de lado a los alumnos que no cumplen con las normas establecidas por el éxito comercial en la música. El director del instituto, Eduardo Kramer (Julián Arango), elige cada año a cinco alumnos —apodados “Los Agudos”— para integrar la prestigiosa Teen Band del colegio. Molina, entonces, es asignado como docente de “Los Graves”, el grupo de estudiantes que queda fuera de la selección porque su talento no cumple con los estándares del mercado. Con sus métodos disruptivos, el excéntrico profesor se hará cargo de “Los Graves”, emprendiendo junto a ellos un viaje musical transformador que lo ayudará a sanar heridas e inspirará a cada uno de los jóvenes a expresar su talento único, hallando juntos un esperanzador rumbo en común. A la vez, irán descubriendo el misterioso pasado que oculta el profesor.

## Elenco
- Carlos Vives como Amaranto Molina / Daniel Santamaría
  - Martín Velilla como Daniel Santamaría (joven)
- Julián Arango como Eduardo Kramer
- Catalina Polo como Martina
- María Fernanda Marín como Lala
- Manuela Duque como Roxana
- Salomé Camargo como Cami
- Elena Vives como Amalia
- Brainer Gamboa como Romario
- Kevin Bury como Pa-Pi-Yón
- Gregorio Umaña como Raphaelo
- Pitizion como KJ
- Juan Manuel Lenis como Peter
- Juan Camilo González como Dardo
- Juanse Diez como Pablo
- Sharik Abusaid como Lina
- Melanie Dell'Olmo como Sara
- Juan Diego Panadero como Panchito
- Giseth Mariano como Minerva
- Deisy Mariano como Mariana
- Zoila Mariano como Mona
- Luis Fernando Salas como Ocampo
- Claudia Elena Vásquez como Miss Ochoa
- Carlos Iván Medina como Tato
- Alisson Joan como Alicia